# Pseudonapomyza palavae
Pseudonapomyza palavae este o specie de muște din genul Pseudonapomyza, familia Agromyzidae, descrisă de Cerny în anul 1998. Conform Catalogue of Life specia Pseudonapomyza palavae nu are subspecii cunoscute.